# 18322 Korokan
18322 Korokan este o planetă minoră (asteroid), cu un diametru de 4,229 km, din centura de asteroizi. A fost descoperită pe 14 noiembrie 1982 la Kiso Observatory⁠(d) de Hiroki Kosai⁠(d). 
Obiectul prezintă o orbită caracterizată de o semiaxă mare de 2,7039862 UAi, o excentricitate de 0,16, o înclinație de 5,33885 ° în raport cu ecliptica.